# 2008 au Tibet
Cet article présente les faits marquants de l'année 2008 au Tibet.

## Évènements
- Samedi 8 mars 2008 : la chanteuse islandaise Björk dans un concert à Shanghai hurle un appel à l'insurrection : « Declare independence ! Raise your flag, Tibet ! »

- Lundi 10 mars 2008 :
  - Commémoration par les Tibétains en exil de ce qu'ils appellent le soulèvement du peuple tibétain contre l'occupant chinois en 1959, réprimé dans un bain de sang (87 000 morts) selon leurs dires (ce que l'historiographie chinoise appelle « la rébellion armée »)[1],[2]. 300 à 400 moines du grand monastère de Drepung défilent dans les rues de Lhassa, en ce jour du 49e anniversaire du soulèvement du peuple tibétain de 1959 contre la mainmise chinoise sur le Tibet[3], afin de demander la libération de moines emprisonnés en 2007, à la suite de manifestations consécutives à la remise de la médaille d'or du Congrès au 14e dalaï-lama.
  - Partie de Dharamsala, une marche d'une centaine de jeunes Tibétains vers leur patrie est arrêtée par la police indienne.
  - Au Népal, soixante-dix moines tibétains se dirigeant vers l'ambassade de Chine à Katmandou sont arrêtés par la police.
  - Le dalaï-lama, dénonce une « répression continuelle » menée par la Chine, ayant généré six décennies de « peur et de répression » et la poursuite d'« inimaginables violations des droits de l'homme ».

- Vendredi 14 mars 2008 : à Lhassa (Népal), des Tibétains outrés par le témoignage télédiffusé de deux moines violemment battus par des policiers chinois déclenchent des échauffourées contre les Chinois Hans et Huis (ethnie musulmane).

- Samedi 15 mars 2008 : à Lhassa (Népal), les émeutes anti-chinoises commencées la veille se poursuivent. La répression policière est brutale. Les manifestations anti-chinoises des Tibétains vont désormais s'étendre en Europe et aux États-Unis et des voix s'élèvent pour appeler au boycott des prochains jeux olympiques de Pékin.

- Dimanche 16 mars 2008 :
  - Dernier jour de l'ultimatum fixé par le président de la région du Tibet, Qiangba Puncog, aux émeutiers de Lhassa pour se livrer. Désormais les manifestants « seront traités impitoyablement » alors que ceux qui se seront rendus seront traités « avec clémence » et même « avec encore plus de clémence » […] « s'ils donnent des informations sur d'autres personnes impliquées dans des délits ». La capitale est désormais fermée aux étrangers, en grande partie paralysée et totalement quadrillée par l'armée et la police. De nouveaux et importants mouvements de troupes ont été signalés vers le Tibet et vers les autres régions abritant des minorités tibétaines comme le Gansu, le Qinghai et le Sichuan.
  - Depuis Dharamsala, le dalaï-lama dénonce le « régime de terreur » imposé au Tibet et le « génocide culturel » commis par les forces d'occupation chinoise. Il demande une enquête internationale, mais cependant il ne réclame pas le boycott des Jeux olympiques de Pékin. Il ne réclame non plus l'indépendance mais l'autonomie affirmant que si son approche échouait la jeunesse tibétaine sera « tout à fait en droit de reprendre le flambeau et de réclamer l'indépendance ».

- Lundi 17 mars 2008 : le « Parlement des Tibétains en exil » évoque un bilan de plusieurs centaines de morts au Tibet, alors que les autorités chinoises reconnaissent seulement 13 morts, le Président de la région Tibet affirmant qu'il n'y a pas eu de coups de feu de la part des forces de sécurité, seulement des tirs de sommation.

- Jeudi 20 mars 2008 : le gouvernement chinois refuse toute entrevue entre le Président Hu Jintao et le dalaï-lama. Georg Blume, grand reporter de Die Zeit rapporte le déplacement d'importants renforts militaires de l'armée chinoise vers le Tibet et les régions de l'Ouest annexés. Des soldats s'installent durablement au pied du palais du Potala.

- Lundi 24 mars 2008 : la police chinoise arrête cinq Tibétains soupçonnés de deux incendies criminels ayant causé la mort de dix personnes. Les Chinois reconnaissent un bilan de 19 morts alors que les Tibétains avancent un chiffre « vérifiable d'environ 130 morts ».

- Dimanche 27 avril 2008 : en réponse à la proposition de la Chine, le dalaï-lama appelle à des « discussions sérieuses », alors que son porte-parole Tenzin Takla précise : « Nous avons déjà participé à six rounds de discussions et rien n'en est sorti et si cette fois la Chine est sérieuse, alors c'est positif, mais si elle veut juste montrer au monde que nous discutons, alors cette rencontre est inutile ». Pour de nombreux analystes, l'offre de dialogue du gouvernement chinois a pour but d'obtenir un relâchement de la pression internationale, mais n'augure aucun assouplissement de sa position[4].

- Dimanche 4 mai 2008 : les pourparlers entre les représentants du gouvernement chinois et ceux du dalaï-lama débutent à Shenzhen.

- Mercredi 25 juin 2008 : la Chine rouvre les frontières du Tibet aux touristes étrangers.

- Lundi 17 novembre 2008 : Un demi-millier de dirigeants de la communauté tibétaine en exil se réunissent dans la bourgade himalayenne de Dharamsala (Nord de l'Inde), pour débattre d'une éventuelle radicalisation de leur lutte sur le statut du Tibet après l'échec de plusieurs années de négociations avec la Chine.

- Samedi 22 novembre 2008 : la communauté tibétaine décide de poursuivre la voie de la négociation prônée par le dalaï-lama.

- Lundi 8 décembre 2008 : la dalaï-lama rencontre le président français Nicolas Sarkozy à Gdansk en Pologne dans le cadre des cérémonies du 25e anniversaire du prix Nobel de la paix de Lech Wałęsa, dirigeant historique du syndicat Solidarité. Il y rencontre aussi le premier ministre polonais Donald Tusk et le 10, le président de la république polonaise Lech Kaczynski.